# 7 Batalion Wschodni
7 Batalion Wschodni (niem. Ost-Bataillon 7, ros. 7-й восточный батальон) – oddział wojskowy Wehrmachtu złożony z przedstawicieli narodów Azji Środkowej i Rosjan pod koniec II wojny światowej.

## Historia
Batalion został sformowany dopiero w grudniu 1944 r. w Prusach Wschodnich. Miał pięć kompanii składających się głównie z Turkmenów i przedstawicieli innych narodów Azji Środkowej, a także Rosjan. Był podporządkowany niemieckiej 7 Dywizji Piechoty gen. Fritza-Georga von Rapparda. Od lutego 1945 r. batalion działał na Żuławach Wiślanych, gdzie wraz z batalionem saperów 7 DP zajmował się m.in. wysadzaniem wałów przeciwpowodziowych na Wiśle. Oddział został zniszczony w ciężkich walkach z Armią Czerwoną pod Gdańskiem.